# Doble sentido

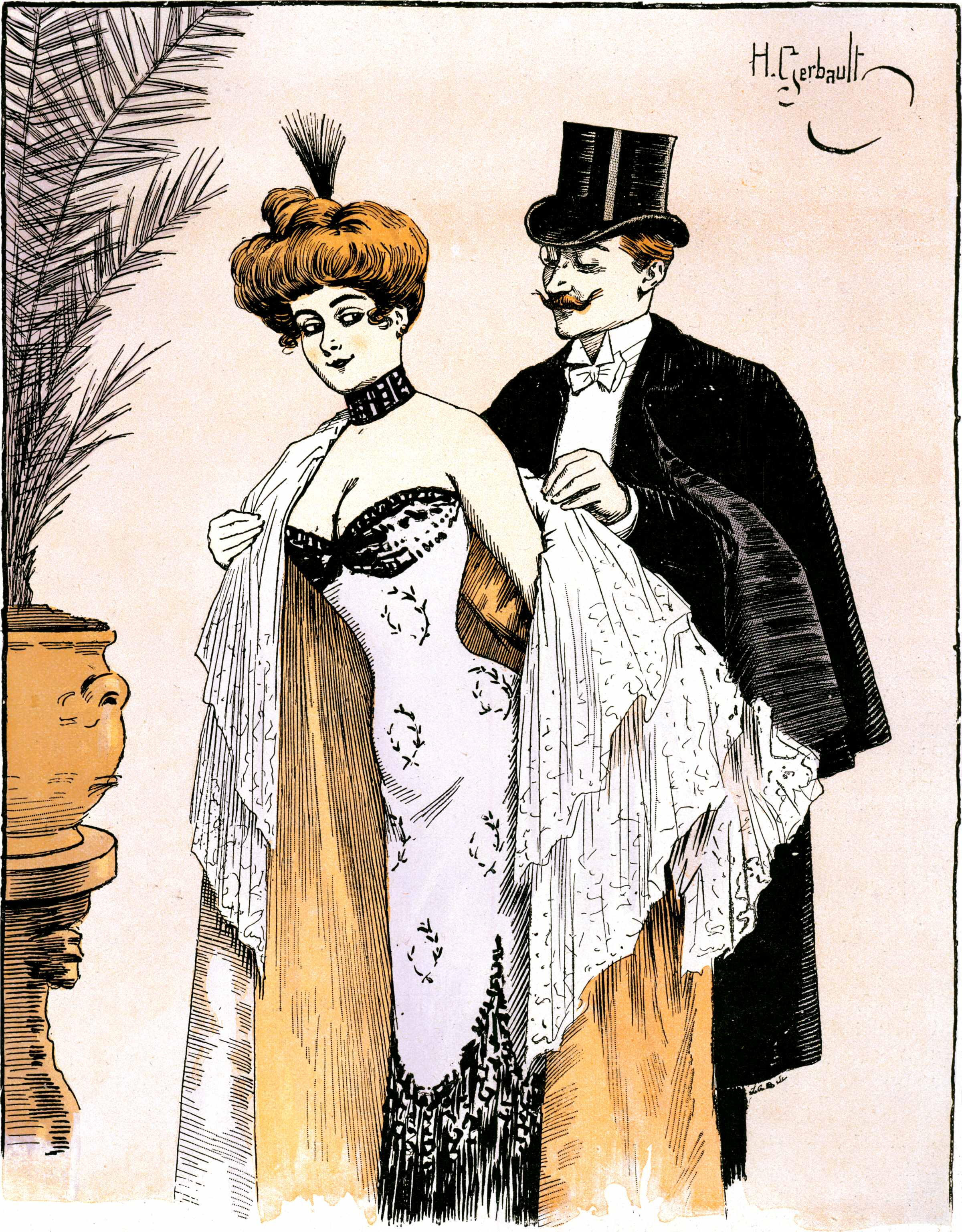
«¿Te ofenderías si tuviera el descaro de plantar un beso en este hermoso hombro?» «Te darás cuenta muy pronto después de la hazaña.»

El doble sentido es una figura literaria en la que una frase puede ser entendida de dos maneras, usualmente como una forma de humor. Los chistes suelen basarse en el doble sentido, aunque también utilizan metáforas, comunes en la poesía. También se conoce a esto como juego de palabras. En América, los países que más se presenta este fenómeno son Venezuela, México, Chile, Colombia y la República Dominicana.

## Ejemplos de dobles sentidos humorísticos
Sigmund Freud, en su estudio sobre el chiste (Der Witz), da un famoso ejemplo del uso del doble sentido: En una exposición de pintura hay dos retratos de dos sujetos adinerados con fama de corruptos, pero muy adulados por las autoridades. Un visitante del público exclama: "And where is the Saviour?" [¿Y dónde está el Salvador?] aludiendo a que los dos retratados son los ladrones que estaban a cada lado de Jesús crucificado.
Ejemplo aún más evidente de doble sentido humorístico (algo burdo) es el “piropo” que un hombre le expresa a una mujer diciéndole: “¡Qué curvas!...y ¡yo sin frenos!” (el doble sentido se entiende fácilmente cuando se entiende que “curvas” es en el ejemplo dado metáfora —o, más bien, metonimia—  de mujer).
En literatura, especialmente en poesía (tal cual ha sido y es frecuente en el culteranismo), se recurre mucho a las metáforas que, supuestamente aludiendo a un ser u objeto, aluden a otro, por ejemplo la “metáfora gastada”: las perlas de su boca, donde a la palabra “perlas” se le adjudica un doble sentido para —metafóricamente— aludir a los dientes.
Otros ejemplos de dobles sentidos humorísticos se dan en la cultura venezolana, los cuales fonéticamente podrían interpretarse como algo soez mas se hace siempre con intención jocosa:
- Mamá está presa
- Mamá me lavó la negra/mamá lavó la morada
- No lo llame tornillo, llámelo clavo
- No es lo mismo Melchor hizo chupe que chupe Melchor hizo